# Exame de naturalização
O exame de naturalização (ou exame de cidadania) é um questionário, em que é necessário aprovar para ter a opção de ser naturalizado nos países que têm esse requisito administrativo. É testado numa prova escrita e oral, por exemplo, sobre os conhecimentos de história do país, idioma oficial, ou na qualificação para o mercado de trabalho.
Nos últimos anos tem crescido o número de países que criam exames de naturalização para avaliar a capacidade de integração dos candidatos a cidadão, principalmente, na América do Norte e na Europa. Alguns países onde existe: Estados Unidos da América, Canadá, Países Baixos, Áustria, Suíça, Dinamarca, Austrália (desde 2007), bem como Alemanha (desde 2008), Espanha (desde 2015), Hungria, Dinamarca, Estónia, Letónia, Lituânia, Reino Unido.

## Austrália
O exame de naturalização da Austrália (citizenship test) existe desde 2007. Contém 20 perguntas em formato de escolha múltipla que devem ser respondidas acertadamente em 75%, e que avaliam o que sabe sobre a Austrália e a nacionalidade australiana. O domínio da língua inglesa não é testado especificamente, mas é visto como um pré-requisito para responder às perguntas. Existem três formas de exame de naturalização: um exame padrão de 45 minutos; um exame de 90 minutos com supervisão (consulta) e a prévia aprovação num curso de inglês anterior de 400 horas; e, finalmente, um exame como parte de um curso de cidadania se alguém tiver reprovado três vezes nos exames anteriores. Reprovar não tem consequências negativas. Depois do exame de naturalização, o candidato tem de aprovar numa entrevista presencial com um funcionário dos serviços de imigração e proteção de fronteiras da Austrália. Os candidatos menores de 18 anos e maiores de 60 anos geralmente não precisam de fazer o exame para obter a cidadania australiana, e para estes, alternativamente, há uma entrevista de naturalização (citizenship interview). O que é necessário é um conhecimento da língua inglesa, bem como uma compreensão dos direitos e obrigações que a nacionalidade acarreta.

## Alemanha
O exame de naturalização consiste em 33 perguntas, incluindo três que se aplicam apenas ao Estado alemão (Land) onde o candidato reside, e que são sobre Língua Alemã, História da Alemanha, Geografia da Alemanha, Democracia da Alemanha, Instituições Alemãs, direitos básicos. Os candidatos devem escolher a resposta correta entre quatro respostas possíveis. Para passar, os candidatos devem responder corretamente a 17 perguntas.

## Canadá
Um em cada seis canadianos nasceu no exterior, com 250 mil naturalizados a cada ano. Desde 1967 existe um exame de naturalização com sistema de pontuação, onde são testados a formação geral, os conhecimentos linguísticos e as competências profissionais.

## Áustria
Na Áustria existe um exame multi-resposta de naturalização com 18 perguntas, com perguntas sobre Língua Alemã, Democracia, História e o Estado Austríaco, sendo necessário responder positivamente a mais de metade das perguntas, sendo que só se pode apresentar cinco vezes ao exame.

## Espanha
A partir de outubro de 2015, o processo para obter a nacionalidade espanhola exige a realização de duas provas desenvolvidas e geridas pelo Instituto Cervantes: o Diploma de Língua Espanhola (DELE), equivalente ao nível A2 ou superior do QECR, e a Prova de Conhecimentos Constitucionais e Socioculturais de Espanha (Prueba de Conocimientos Constitucionales y Socioculturales de España, CCSE).

## Estados Unidos da América
O Exame de cidadania (citizenship test) é o último procedimento para obter a nacionalidade norte-americana (estadunidense). Consiste em duas partes: a Prova de Educação Cívica e a Prova de Inglês. É feito por um funcionário dos Serviços de Cidadania e Imigração dos Estados Unidos (U.S. Citizenship and Immigration Services, USCIS).

## México
A Lei da Nacionalidade Mexicana estabelece que para processar a naturalização é necessário saber falar espanhol, bem como demonstrar conhecimento da história do país e estar integrado na cultura nacional. Para isso, é necessário passar nos exames de conteúdo elaborados pelo Instituto Matías Romero, que consiste numa Prova de Língua Espanhola e no Exame de História e Cultura do México para o Processo de Naturalização (Examen de Historia y Cultura de México para el Proceso de Naturalización).

## Suíça
Na Suíça, os Cantões fazem os exames de naturalização para os candidatos. Existem numerosos exemplos de exames de naturalização na Internet, por exemplo, do cantão de Berna ou do cantão da Argóvia.

## Países Baixos
Para requerer a naturalização nos Países Baixos, deve-se pedir o documento de naturalização na embaixada neerlandesa no país de origem, e aprovar no Exame de Naturalização que contém perguntas sobre a Língua Neerlandesa e a História e Cultura dos Países Baixos. Uma das partes do exame de naturalização, consiste na visualização de um filme em DVD que mostra a história, geografia e cultura, bem como a liberdade sexual e que inclui mulheres com seios nus, homens nus, casais homossexuais a se abraçarem e beijarem, pessoas com roupas sensuais em paradas homossexuais, e, no final, o candidato tem de responder a perguntas para provar que não acha nada ofensivos aqueles comportamentos e que são apenas a vida típica dos Países Baixos. De acordo com o Ministério da Imigração dos Países Baixos o filme em DVD é apenas uma ferramenta pragmática para testar certos candidatos, como os muçulmanos, de modo a fornecerem informações sobre a capacidade de aceitar a modernidade e de integração da pessoa.